# Liste der Bischöfe von Ljubljana
Die folgenden Personen waren Bischöfe, Fürstbischöfe und Erzbischöfe von Ljubljana (Slowenien). Der frühere deutsche Name lautet Bistum Laibach.

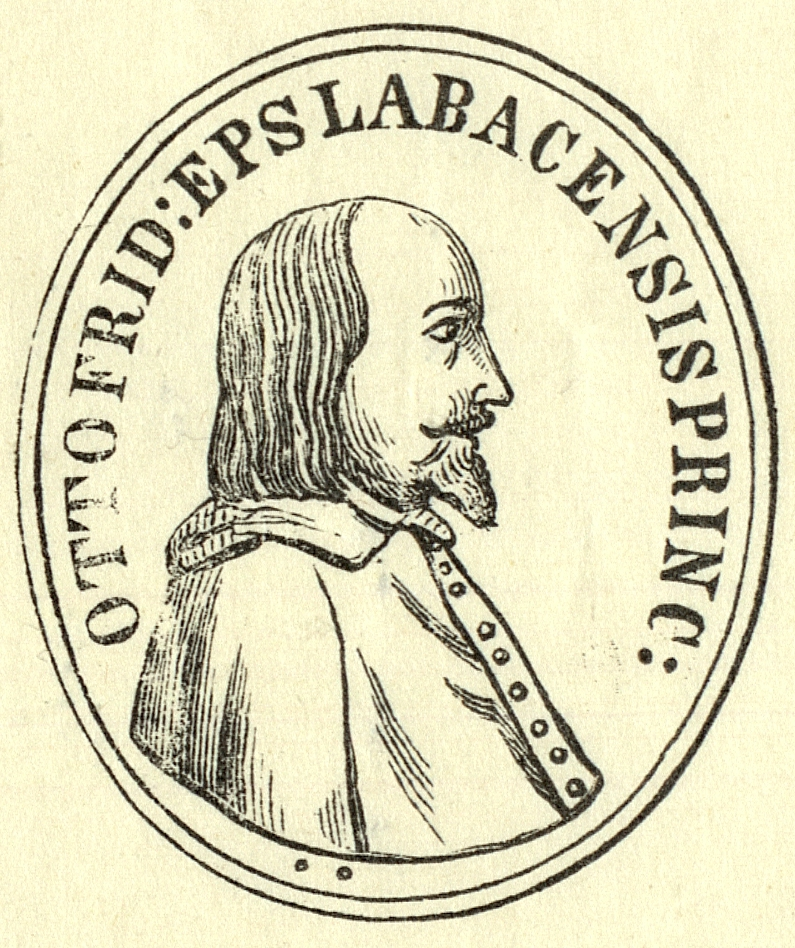
Otto Friedrich von Buchheim (Puchheim)

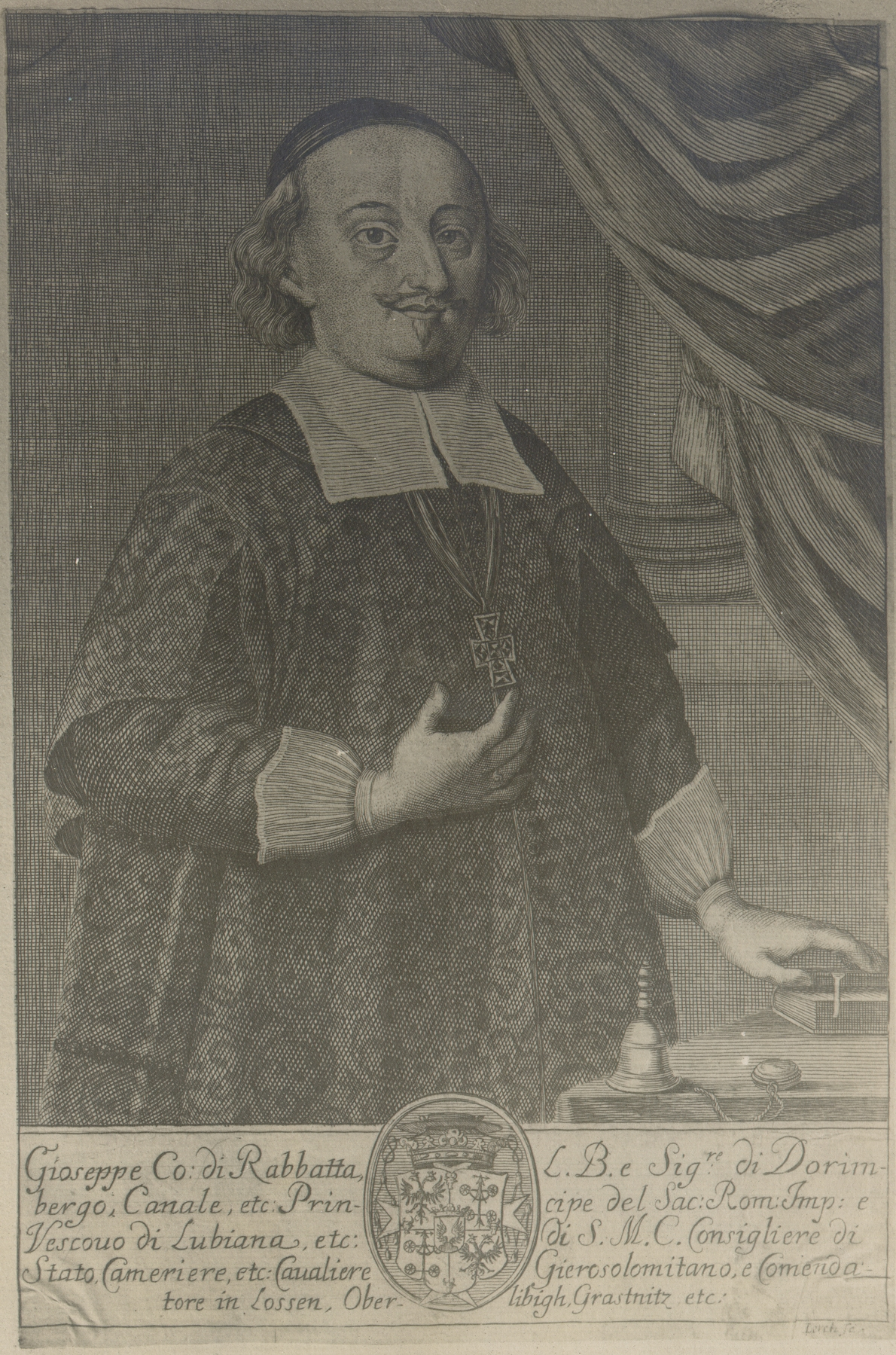
Josef Rabatta

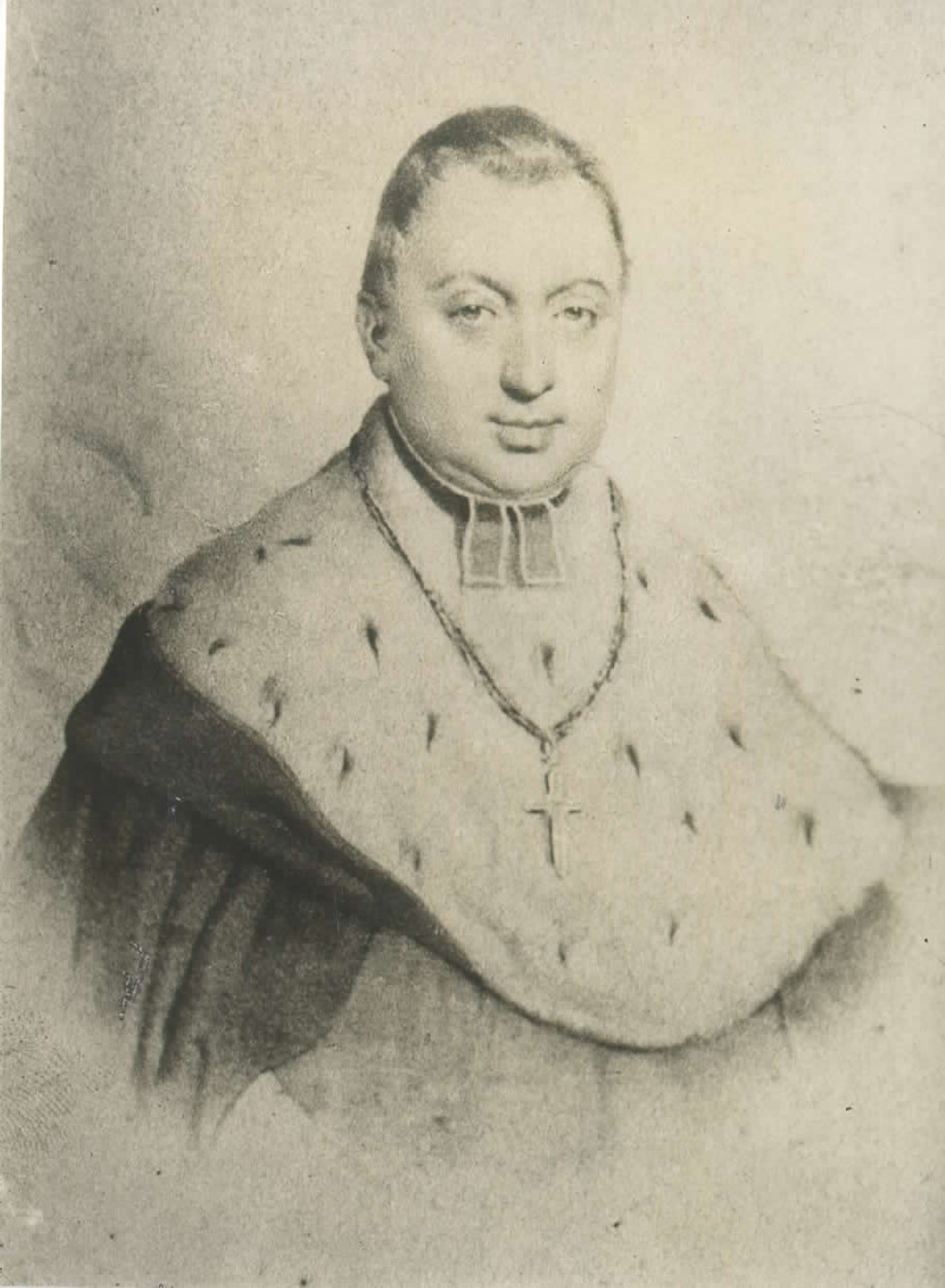
Anton Alojzij Wolf

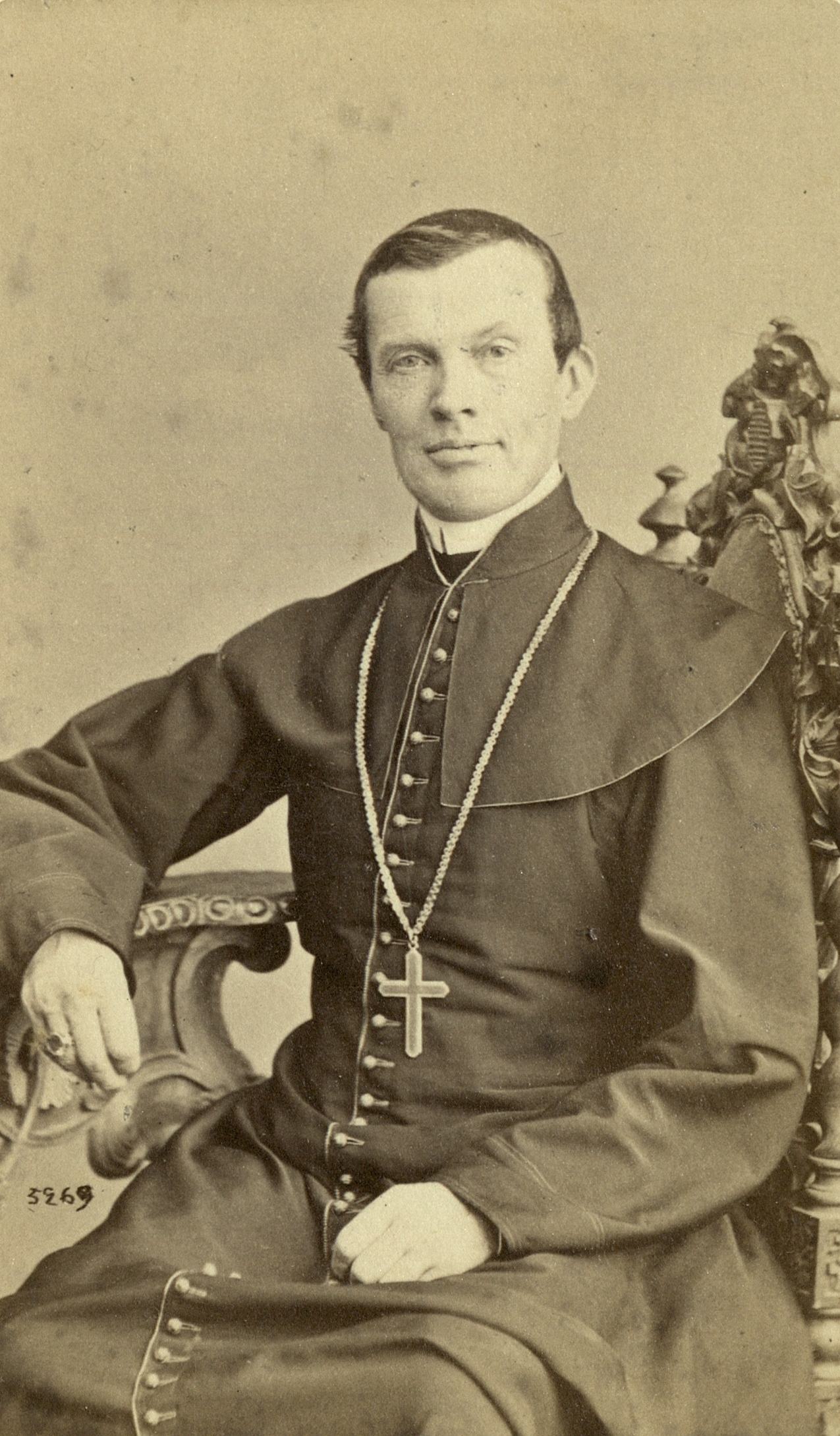
Janez Pogačar

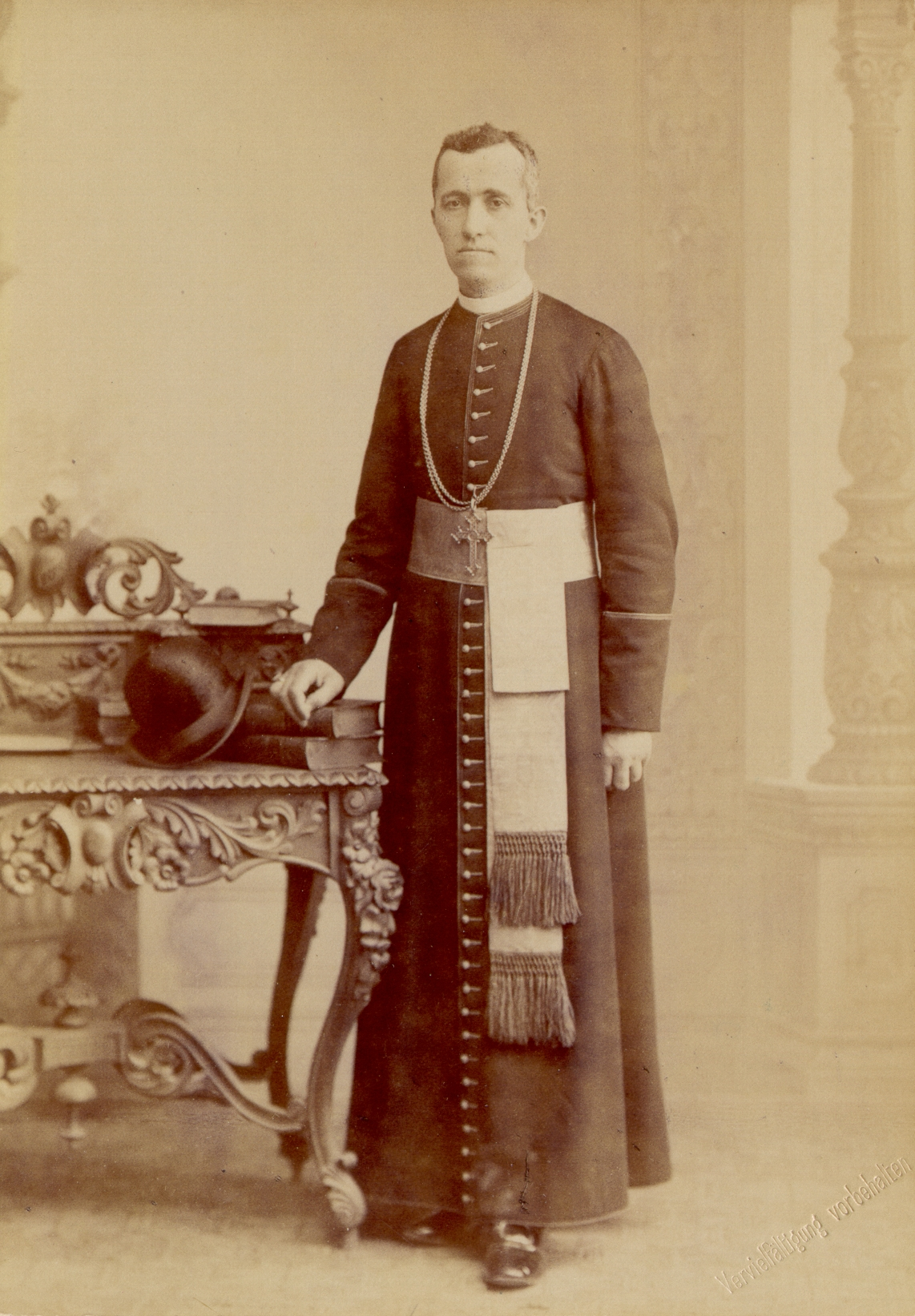
Anton Bonaventura Jeglič

## Fürstbischöfe von Laibach (lat.:Labacensis)
- Sigismund von Lamberg (1463–1488)
- Christophorus Rauber (1494–1536)
- Franz Kazianer (1536–1543)
- Urban Textor (1543–1558)
- Peter von Seebach (1558–1568)
- Konrad Adam Glušič (1571–1578)
- Baltazar Radlič (1579)
- Joannes Tautscher (Janez Tavčar) (1580–1597)
- Thomas Chrön (Tomaž Hren) (auch Geburtsname: Kren) (1597–1630)
- Rinaldo Scarlichi (1630–1640)
- Otto Friedrich von Puchheim (1641–1664)
- Josef Rabatta (1664–1683)
- Sigismund Christoph von Herberstein (1683–1701)
- Franz Ferdinand von Kuenburg (1701–1711) (auch Erzbischof von Prag)
- Franz Karl von Kaunitz (1711–1717)
- Wilhelm von Leslie (1718–1727)
- Leopold Anton von Firmian (kurzzeitig 1727 ?)
- Siegmund Felix von Schrattenbach (1728–1742)
- Ernst Gottlieb von Attems (1742–1757)
- Leopold Josef von Petazzi (1760–1772)
- Johann Karl Reichsgraf von Herberstein (1772–1787)
- Michael Léopold Brigido von Marenfels und Bresoviz (1787–1806) (auch Bischof von Zips)
- Anton Kautschitz (Kavčič) (15. Juli 1807 bis 17. März 1814)
- Augustin Johann Joseph Gruber (26. Juni 1815 bis 16. Februar 1823) (auch Erzbischof von Salzburg)
- Anton Alois Wolf (1824–1859)
- Bartholomäus Widmer (Jernej Vidmar) (1860–1875)
- Johann Chrysostomos Pogacar (Janez Zlatoust Pogačar) (1875–1884)
- Jakob Missia (10. November 1884 bis 24. März 1898) (auch Erzbischof von Görz)

### Bischöfe von Ljubljana
- Anton Bonaventura Jeglič (24. März 1898 bis 17. Mai 1930)
- Gregorij Rožman (17. Mai 1930 bis 16. November 1959)
- Anton Vovk (1959–1963)

### Erzbischöfe von Ljubljana
- Jožef Pogačnik (2. März 1964 bis 1980)
- Alojzij Šuštar (23. Februar 1980 bis 5. März 1997)
- Franc Rodé CM (5. März 1997 bis 11. Februar 2004)
- Alojzij Uran (25. Oktober 2004 bis 28. November 2009)
- Anton Stres CM (28. November 2009 bis 31. Juli 2013)
- Stanislav Zore OFM (seit 4. Oktober 2014)